# نساء عراقيات
النساء العراقيات أو شبكة النساء العراقيات هي جمعية نسائية غير حكومية عراقية تأسست في بغداد في 20 يناير 2004، تضم 7 جمعيات مستقلة.

## ھویة الشبكة
قالت الجمعية في بيانها التأسيسي أنها خلقت «من أجل تعزيز مشاركة المرأة، كمواطنة تتمتع بكامل حقوقها السياسية والاقتصادية والاجتماعية والثقافية، في عملية تحقيق الديمقراطية والسلم الاجتماعي والسيادة الوطنية». وهي تكتل لجمعيات عراقية غير حكومية ومستقلة عن الأحزاب السياسية تعمل من أجل تنسيق جهود المنظمات والتجمعات النسائية غير الحكومية في بناء الديمقراطية وسيادة القانون وحقوق الإنسان في عراق ما بعد صدام حسين.

## أهدافها
تعمل شبكة النساء العراقيات من أجل إلغاء كل مظاهر العنف والتمييز ضد المرأة في العراق. تسعى كذلك ل تنسیق العمل والتعاون بین الجمعيات الأعضاء في الشبكة، وكذلك المنظمات الأخرى وهذا من اجل تطویر دور الحركة النسائیة في العراق. من بين أهدافها أيضا حث أعضاؤها على تبادل المعلومات والخبرات، وتطویر القدرات كما تسعى إلى تحقيق التوازن الاجتماعي والتاثير في التأثیر في التشریعات والسیاسات والعمل مع كامل الجهات للنھوض بالمرأة العراقیة. تعمل الشبكة كذللك على تنظيم نشاطات مختلفة حول مشاركة المراة في بناء مجتمع مدني دیمقراطي وكذلك تسلیط الضوء على مظاھر التمییز ضد النساء في كافة المجالات.

## هيكلة الشبكة
تتكون لجنة تنسيق شبكة النساء العراقيات من سبعة منظمات:
1- التجمع النسوي المستقل
2- جمعية الأمل العراقية
3- جمعية المرأة لخير المرأة
4- اتحاد النساء الآشوري
5- منظمة نهضة المرأة
6- جمعية بلا مأوى
7- الجمعية العراقية لدعم عوائل الشهداء والمغيبين